# フェデリコ・チェッケリーニ
フェデリコ・チェッケリーニ（Federico Ceccherini、1992年5月11日 - ）は、イタリア・リヴォルノ出身のプロサッカー選手。エラス・ヴェローナFC所属。ポジションはDF。

## 経歴
地元クラブであるASリヴォルノ・カルチョのプリマヴェーラで育成された。2011年夏、セリエDのUSピストイエーゼ1921にレンタルされプロデビュー。
2016年7月6日、FCクロトーネに完全移籍し2019年までの契約を締結した。
2018年7月12日、ACFフィオレンティーナに移籍金約300万ユーロで完全移籍。2022年までの契約を結んだ。
2020年10月5日、エラス・ヴェローナFCに2021年6月30日までのレンタル移籍が発表された。特定の条件を満たした場合、買取義務が発生する。